# Lucas van der Land
Lucas van der Land (Amsterdam, 5 februari 1923 - Vivès, 11 november 1984) was een Nederlands politicoloog. 
Zij vader was Niklaas van der Land (1884 - 1973) die BWT inspecteur was bij de gemeente Amsterdam en in 1934 betrokken was met het toezicht van de Atelierwoningen aan de Zomerdijkstraat. 
Tijdens de Duitse bezetting behoorde Lucas van der Land tot de initiatiefnemers van de scholierenstaking die uitbrak aan het Vossius Gymnasium als protest tegen het ontslag van Joodse docenten. Van der Land verliet de school en wist zich met privaatlessen van ontslagen Joodse leraren voor te bereiden op het staatsexamen en haalde op die manier een jaar eerder zijn einddiploma. 
Van der Land werkte na de bevrijding korte tijd als verslaggever bij Het Vrije Volk en was redacteur van De Vrije Katheder. Hij studeerde vanaf 1947 aan de politiek-sociale faculteit van de Gemeente Universiteit van Amsterdam. Hij bleef aan deze universiteit verbonden, eerst als assistent, vanaf 1953 als directeur van het Instituut voor Wetenschap der Politiek en uiteindelijk als hoogleraar in de geschiedenis van de politieke theorie. In 1962 promoveerde hij op een proefschrift over het ontstaan van de Pacifistisch Socialistische Partij. In het universitair conflict na de Maagdenhuisbezetting stond Van der Land tegenover zijn collega Hans Daudt.
Bekende personen die de colleges van Van der Land volgden zijn Peter Andriesse, Meindert Fennema, Roel van Duijn, Stephan Sanders, Igor Cornelissen, Rinus Ferdinandusse, Hans Gruijters, Hans Janmaat, Ed van Thijn, Joop van Tijn en Hans Wiegel.
In het voorjaar van 1984 nam Van der Land afscheid van de universiteit en vestigde zich in Frankrijk. Hier overleed hij later dat jaar aan een beroerte. Hij werd begraven op Zorgvlied.
Van der Land zat regelmatig openbare bijeenkomsten voor. Hij maakte deel uit van het discussieforum van het radioprogramma Bij nader inzien (VARA/NRU) waarvan hij ook enkele jaren voorzitter was. In mei 1966 trad hij op als voorzitter van een op televisie uitgezonden kunstveiling die deel uitmaakte van de inzamelingsactie Een ton d’r op ten bate van de apartheidsslachtoffers in Zuid-Afrika. In de jaren 1966-1968 presenteerde Van der Land bij de VPRO het televisieprogramma Ja, nee, geen mening.
Lucas van der Land stond model voor het personage Jaap Elderer in de roman De avonden van Gerard Reve. René van der Land, zoon van hem en zijn vrouw Mirjam Noordenbos, vervulde directiefuncties aan de Gerrit Rietveld Academie.

## Uitspraken
- ‘Goed lesgeven heeft meer met theater te maken dan met boekenwijsheid.’ [13]
- ‘Ik zou willen dat ik in dit land zou willen leven.’ (over Cuba)[14]
- ‘Het is goed dat de zoon van de melkboer universitair kan studeren maar niet dat de zoon moet studeren omdàt hij de zoon van de melkboer is!’